# Natrinema versiforme
Natrinema versiforme es una arquea extremadamente halófila. Es neutrófila, no móvil, y pleomórfica. Su cepa tipo es XF10T (=JCM 10478T =AS 1.2365T =ANMR 0149T).

## Otras lecturas
- Guerrero, Ricardo. "Halophiles and hypersaline environments. Current research and future trends." International Microbiology 16.1 (2013): 65-66.
- Xu, Xue-Wei, Min Wu, and Wei-Da Huang. "Isolation and characterization of a novel strain of Natrinema containing a bop gene." Journal of Zhejiang University. Science. B 6.2 (2005): 142-146.
- Oren, Aharon. Halophilic microorganisms and their environments. Vol. 5. Springer, 2002.
- Karthikeyan, P.; Bhat, Sarita G.; Chandrasekaran, M. (2013). «Halocin SH10 production by an extreme haloarchaeon Natrinema sp. BTSH10 isolated from salt pans of South India». Saudi Journal of Biological Sciences 20 (2): 205-212. ISSN 1319-562X. doi:10.1016/j.sjbs.2013.02.002.